# Художня галерея Марибора
Художня галерея в Марибо́рі (словен. Umetnostna galerija Maribor, UGM; англ. Maribor Art Gallery) — художній музей у словенському місті Марибор, створений в 1954 році; є одним з ключових у країні інститутів сучасного мистецтва — постійна колекція складається з більш ніж 3000 робіт, створених словенськими митцями з кінця XIX століття по цей час; включає в себе фотоколекцію, збори відеоарту та інсталяцій; музей також управляє галереєю «UGM Studio».

## Історія і опис
Художню галерею (UGM) відкрили в Мариборі 1954 року. Ставши центральним художнім закладом міста, вона від часу відкриття розташовується в будівлі на вулиці Штроссмайера (Strossmayer), в будинку номер 6. Центральний виставковий корпус розташований у колишньому палаці, побудованому в першій половині XIX століття, і в колишній церкві при монастирі, яка зведена у другій половині XVIII століття на перетині з вулицею Орожнова (Orožnova). У 1980-х роках галерею об'єднали з виставковим залом «Rotovž» — у ній відкрили відділ сучасного мистецтва і з'явилися додаткові приміщення для презентації колекції в історичному центрі міста (галерея «UGM Studio»). Загальна виставкова площа музею перевищує 800 м².
Постійна колекція галереї в 2013 році нараховувала 2300 картин і скульптур; за даними на 2019 рік у музеї було вже понад 7000 творів мистецтва, серед яких три роботи Ріхарда Якопича і збірка Зорана Музича, який жив у Мариборі перед Другою світовою війною. Галерея UGM була музеєм сучасного образотворчого мистецтва на території муніципалітету Марібор; вона спеціалізувалася на роботах з регіону — північно-східної Словенії.
У 1970-х роках багато молодих регіональних художників виставлялися в Мариборі; їхні твори, близькі до поп-арту і концептуалізму, є частиною музейного зібрання. За підтримки спонсорів і меценатів Художня галерея Марібора й далі набуває роботи сучасних авторів: колекція включає в себе фотобірку, збори відеоарту та інсталяцій. Крім демонстрації власної колекції, музейна програма включає в себе близько 12 тимчасових виставок на рік — від ретроспективних оглядів словенських авторів до міжнародних фестивалів сучасного мистецтва. Крім того, галерея проводить і виставки в галузі архітектури і дизайну.